# Pascal Couchepin
Pascal Couchepin (Martigny, 5 april 1942) is een Zwitsers advocaat en politicus voor de Vrijzinnig-Democratische Partij.De Liberalen (FDP/PLR) uit het kanton Vaud. Van 1998 tot 2009 maakte hij deel uit van de Bondsraad. In 2003 en 2008 was hij bondspresident van Zwitserland.

## Biografie
Couchepin werd op 11 maart 1998 verkozen tot lid van de Bondsraad. Hierin vertegenwoordigde hij samen met Micheline Calmy-Rey de streek Romandië, het Franstalige deel van Zwitserland. Van 1998 tot en met 2002 leidde Couchepin het departement van Economische Zaken. Aansluitend leidde hij van 2003 tot november 2009 het departement van Binnenlandse Zaken. In 2003 en 2008 bekleedde hij de functie van bondspresident. In 2002 en 2007 was hij vicebondspresident. Op 31 oktober 2009 is hij gestopt als minister en lid van de Bondsraad. Hij werd opgevolgd door Didier Burkhalter.

## Werken
- Ich glaube an die Politik - Gespräche mit Jean Romain, Neue Zürcher Zeitung, 2002, ISBN 3-03823-031-6.

- Base de données des élites suisses: 55154
- Bibliothèque nationale de France: cb144650554 (data)
- Gemeinsame Normdatei: 124361846
- Historisch woordenboek van Zwitserland: 033757
- International Standard Name Identifier: 0000 0001 1440 9753
- Library of Congress Control Number: no2004069209
- Nationale Bibliotheek van Israël: 987007449676905171
- Système universitaire de documentation: 087983087
- Zwitserse Bondsvergadering: 50
- Virtual International Authority File: 32221035
- WorldCat: E39PBJth3yMRBw87DhbYMFRqcP